# Hans Roland Baldus
Hans Roland Baldus (* 15. Oktober 1942 in Hannover; † 13. Juni 2011) war ein deutscher Numismatiker.
Baldus wurde 1967 an der Universität Frankfurt bei Maria Radnoti-Alföldi mit einer Dissertation zum Thema Uranius Antoninus. Münzprägung und Geschichte promoviert. Er war von 1970 bis 2007 wissenschaftlicher Referent für Numismatik an der Kommission für Alte Geschichte und Epigraphik des Deutschen Archäologischen Instituts in München. Er lehrte als Honorardozent Numismatik am Historischen Seminar der Universität München, war Beisitzer in der Numismatischen Kommission der Länder in der Bundesrepublik Deutschland und korrespondierendes Mitglied des Deutschen Archäologischen Instituts.
Schwerpunkte seiner wissenschaftlichen Arbeit waren die römischen Münzen des syrischen Raumes, die Münzprägung Nordafrikas, insbesondere von Karthago und Numidien, sowie die Münzprägung von Ionien (Didyma, Milet).